# أدب آيسلندي
يشير مصطلح الأدب الآيسلندي (بالآيسلندية: Íslenskar bókmenntir)‏ إلى الأدب المكتوب في آيسلندا أو بقلم الأشخاص الآيسلنديين. يشتهر الأدب الآيسلندي بالساجا (الملاحم) المكتوبة في العصور الوسطى، اعتبارًا من القرن الثالث عشر. يُعتبر الأدب المكتوب بالنوردية القديمة خطًا مجموعةً فرعيةً من الأدب الآيسلندي، وذلك نظرًا للتشابه بين اللغتين ولكثرة الأعمال المكتوبة بالآيسلندية في الأدب النوردي القديم. وفي المقابل، اشتمل الكتاب القياسي كتاب من نماذج الأدب الآيسلندي حتى منتصف القرن الثامن عشر للكاتب سيغورور نوردال على أعمال لكتّاب نرويجيين بسبب الاعتقاد بأن اللغتين النوردية والآيسلندية لغة واحدة.

## الأدب الآيسلندي القديم
ينقسم الأدب الآيسلندي في العصور الوسطى إلى ثلاثة أقسام:
- قصائد الإيدا.
- الساجا.
- السكالد.

### قصائد الإيدا

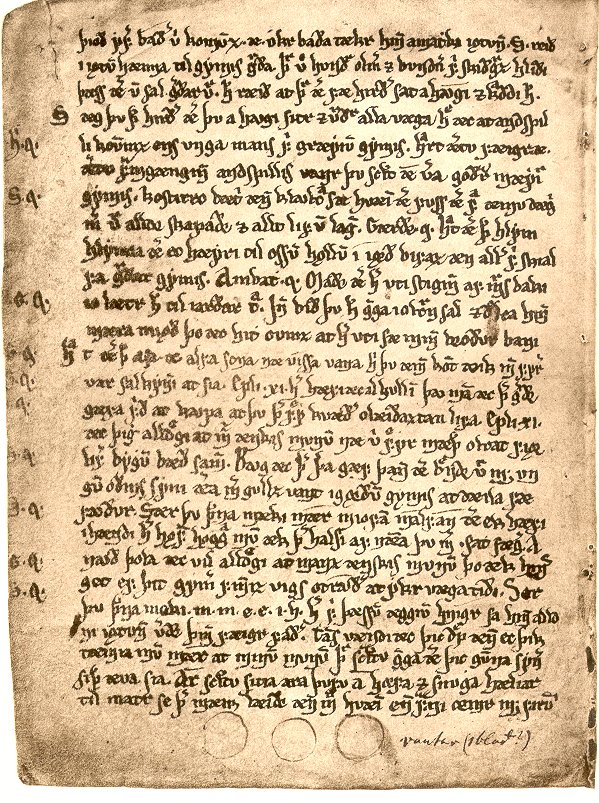
سكيرنسمال واحدة من قصائد أشعار الإيدا.

جرت بعض المناقشات حول الأصل المحتمل لمصطلح «إيدا». تعتقد الأغلبية بأن هذا المصطلح منبثق عن المصطلح النوردي القديم «إيدا» الذي يعني الجدة الكبرى، بينما يرى البعض أنه إشارة إلى «أودي» أي المكان الذي نشأ فيه سنوري سترلسون (كاتب نثر إيدا).
تُعتبر إيدا الأقدم أو أشعار الإيدا (التي نُسبت سابقًا إلى سيموندر الحكيم قبل أن ينفي الباحثون المعاصرون هذه الفرضية) بمثابة مجموعة من القصائد والقصص النوردية التي تعود إلى أواخر القرن العاشر. يُرجح أن تعود جذور هذه القصائد والقصص إلى البر الرئيسي الإسكندنافي، لكنها دُونت لأول مرة في القرن الثالث عشر في آيسلندا. تُعتبر مخطوطة الكتاب الملكي المخطوطة الأولى والأصلية لأشعار الإيدا، إذ عثر عليها برينجولفور سفينسون (الأسقف في سكالهولت) في جنوب آيسلندا في عام 1643.
كتب سنوري سترلسون إيدا الأحدث أو نثر إيدا، التي اعتُبرت المرجع الرئيسي للفهم الحديث للأساطير الإسكندنافية وبعض السمات الشعرية الآيسلندية في العصور الوسطى، فهي تنطوي على العديد من القصص الأسطورية والكينينج (الكنايات). في الواقع، تجسد هدفها الأساسي في استخدامها دليلًا للصفة الشعرية في السكالد الآيسلندي.

### شعر السكالد
تختلف قصائد السكالد عن قصائد الإيدا، فقد كتب شعراء السكالد المشهورين القصائد السكالدية. لم يتناول شعر السكالد الأحداث الأسطورية ولم يسرد هذا النوع من القصص حتى، بل غُنّيت قصائد السكالد تكريمًا للنبلاء والملوك، أو إحياءً لأي حدث مهم أو حالي أو حتى هجائه (على سبيل المثال، معركة انتصر فيها اللورد، أو حدث سياسي ما في المدينة). تُستخدم قصائد السكالد على الصعيد السردي لإيقاف القصة مؤقتًا والتعمق في التجربة الجارية. استُخدم هذا النوع من الشعر لإضفاء الطابع الدرامي على المشاعر التي تنطوي عليها ساجا ما. على سبيل المثال، تحتوي ساجا إيغلز على قصيدة غنائية وعاطفية حول فقدان إيغل لأبنائه.
حظي شعراء السكالد بمكانة مرموقة في المجتمع الآيسلندي، وانقسموا إلى أربع فئات: 1) الشعراء المحترفون (للبلاط الملكي أو الأرستقراطيين)، إذ ألف بعض شعراء السكالد قصائدًا للملك بغرض مدحه وتوثيق صفقاته والاحتفاء به. تُعتبر هذه القصائد عمومًا صحيحة من الناحية التاريخية، فلم يكن الشاعر ليكتب شيئًا كاذبًا عن الملك، لأن الملك سيعتقد بأنها سخرية موجهة إليه.
أولت العائلات الأرستقراطية الحاكمة الشعر أهميةً كبيرةً، إذ ألف الشعراء قصائد حول أحداث مهمة عن حياتهم أيضًا.
2) الشعراء الفرديون
لم يؤلف هؤلاء الشعراء قصائدهم بغرض تحقيق مكاسب مالية، بل كتبوها للمشاركة في الحوارات الشعرية المجتمعية.
3) رجال الدين
ألفت هذه الفئة من الشعراء أبيات شعرية دينية.
4) الشعراء المجهولون
استُشهد بهؤلاء الشعراء وأُدرجوا في الساجا دون الكشف عن هويتهم. ساعدهم إخفاءهم لهويتهم في تمويه الرسائل التي طرحوها في أبياتهم الشعرية. 
يُكتب شعر السكالد باستخدام نظام متري صارم جنبًا إلى جنب مع العديد من الصور البلاغية، مثل الكينينج المعقدة (الكنايات) المفضلة لدى شعراء السكالد، و«الترخيص الفني» المتعلق بترتيب الكلمات والنحو، وقلب ترتيب الجمل في بعض الأحيان.